# Kimuraïta-(Y)
La kimuraïta-(Y) és un mineral de la classe dels carbonats, que pertany al grup de la tengerita. Rep el seu nom del professor Kenjiro Kimura (1896-1988), de la Universitat de Tòquio.

## Característiques
La kimuraïta-(Y) és un carbonat de fórmula química Ca(Y,Nd)₂(CO₃)₄·6H₂O. Va ser aprovada com a espècie vàlida per l'Associació Mineralògica Internacional l'any 1984. Cristal·litza en el sistema ortoròmbic. Es troba en forma d'agregats esferulítics de cristalls escamosos tabulars, d'aproximadament 100μm. La seva duresa a l'escala de Mohs és 2,5.
Segons la classificació de Nickel-Strunz, la kimuraïta-(Y) pertany a «05.CC - Carbonats sense anions addicionals, amb H₂O, amb elements de terres rares (REE)» juntament amb els següents minerals: donnayita-(Y), ewaldita, mckelveyita-(Y), weloganita, tengerita-(Y), lokkaïta-(Y), shomiokita-(Y), calkinsita-(Ce), lantanita-(Ce), lantanita-(La), lantanita-(Nd), adamsita-(Y), decrespignyita-(Y) i galgenbergita-(Ce).

## Formació i jaciments
Es troba a les fissures del basalt d'olivina alcalí. Sol trobar-se associada a altres minerals com: lantanita-(Nd), lantanita-(La), lokkaïta-(Y) i kozoïta-(Nd). Va ser descoberta a Kirigo, a la ciutat de Karatsu, a la prefectura de Saga (Kyushu, Japó).